# コルレスバンク
コルレス銀行 (こるれすぎんこう、Correspondent Bank) とは、外国に送金するにあたり、その通貨の中継地点となる銀行である。コルレスは略称である。多くは国際決済機関にオンライン接続している。

## 概要
銀行間の内国為替取引（例: 銀行振込）において、銀行間の決済は両行が自国中央銀行に開設している当座預金口座間で資金を振り替えることによって行われる。一方、外国為替においては内国為替の場合の中央銀行に該当するような組織がないため、銀行は海外の銀行との間で口座（コルレス口座）を開設しあい、その口座を用いて資金を振り替えることによって決済を行う。ただ、すべての銀行がすべての外国からの送金の受け入れが可能なシステムに接続しているとは限らない。そのため、たとえば送金取引において、送金先銀行（被仕向行と呼ぶ）が自行のコルレス先でない場合は、中継となるコルレス銀行に送金指示を行った上で、最終目的地となる銀行と口座番号の備考を添えて送金することになる。ゆえにコルレス銀行は外国為替取引において、内国為替での中央銀行と同様の役割を果たしている。なお、コルレス銀行から被仕向行へは当該国内の内国為替の仕組みを用いて送金が行われる。
コルレス先のうち、為替決済のために自行名義の預金勘定を置いている先をデポジタリー・コルレス（デポ・コルレス）、預金勘定を置いていない先をノン・デポジタリー・コルレス（ノン・デポ・コルレス）という。 

主要な銀行は、通貨ごとに各国にコルレス先を有している。米ドルの主なコルレス銀行は、シティバンク、JPモルガン・チェースなどが挙げられる。ユーロの主なコルレス銀行は、ドイツ銀行、ポンドは香港上海銀行である。日本は三菱UFJ銀行(旧東京銀行)がほぼ独占している。

## 問題点
直接送金せずに、中継地点の銀行に送金する形式となるため、最終目的地が正しく指示されないと、中継地点の銀行が何のための送金がわからず、送金が途中で止まってしまう危険性がある。
また、意図せずして経由銀行手数料が差し引かれて送金が実施されることにより、送金額が手数料分だけ減少することがあるため、送金依頼時に留意する必要がある。